# AvtoRadio
AvtoRadio (in russo Авторадио?) è un'emittente radiofonica di Mosca. La stazione trasmette canzoni in lingua russa ed inglese appartenenti a vari generi musicali, oltre a produrre programmi di intrattenimento e notiziari.
Iniziò a trasmettere il 5 aprile 1993 e fa parte del gruppo Gazprom-Media.
Trasmette da Mosca e dalla regione moscovita con una frequenza di 90,3 MHz in FM, in Russia (con tre diverse varianti regionali) e in tutto il mondo attraverso internet.
Avtoradio è stata a prima stazione radio russa nella storia a trasmettere dal Canada durante i XXI Giochi olimpici invernali del 2010.
A partire dal 2002, organizza a Mosca e San Pietroburgo il concerto Diskoteka 80 al quale vengono invitati cantanti e gruppi disco e pop diventati famosi in tutto il mondo negli anni '70 e '80.